# Фортеця і миза Вао

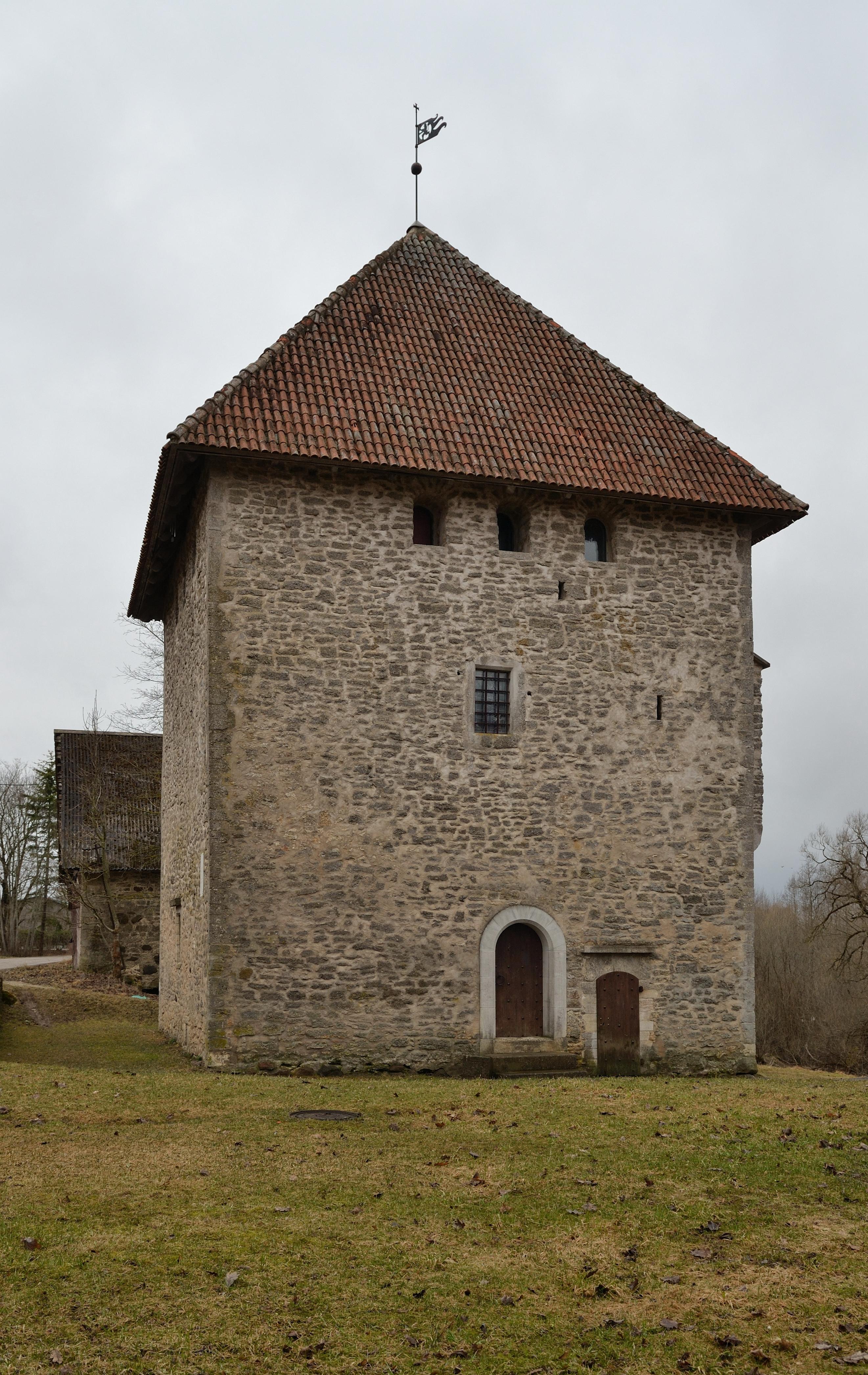
Башта у фортеці Вао

Фортеця і миза Вао (ест. Vao; нім. Wack) — середньовічний баронський донжон у східній частині Естонії. Найперші відомості щодо цієї мизи відносяться до 1442 р. Тодішнім власником була родина Ваке — можливо, на початку XV ст. спорудили невелику башту-фортецю типу донжон, яка на нинішній день є однією з найкраще збережених васальських фортець в Естонії. На першому поверсі чотириповерхової квадратної башти знаходився склад. Другий поверх використовувався як представницький, третій — під житло, а четвертий — як оборонний. У фортеці, відреставрованій в 1986 р., розташований музей.
В народі говорять, що з Вао веде підземний хід до Кільтси, яка знаходиться за три кілометри на південь від фортеці. Хід не було знайдено, але на початку XX ст. землею було засипано довгі заглибини, також спрямовані з півночі на південь.
Миза, яка належала фон Бременам, фон Будбергам, фон Анрепам та фон Гельфрейхам, з 1744 р. перейшла у власність дворянського роду Едлер фон Ренненкампфів. Садиба перебувала у їх власності і після експропріації до 1939 р. В 70-80-ті рр. XVIII ст. миза Вао була побудована як бароковий комплекс. З того часу збереглося декілька споруд; дерев'яний головний будинок згорів на початку XX ст.

## Зображення

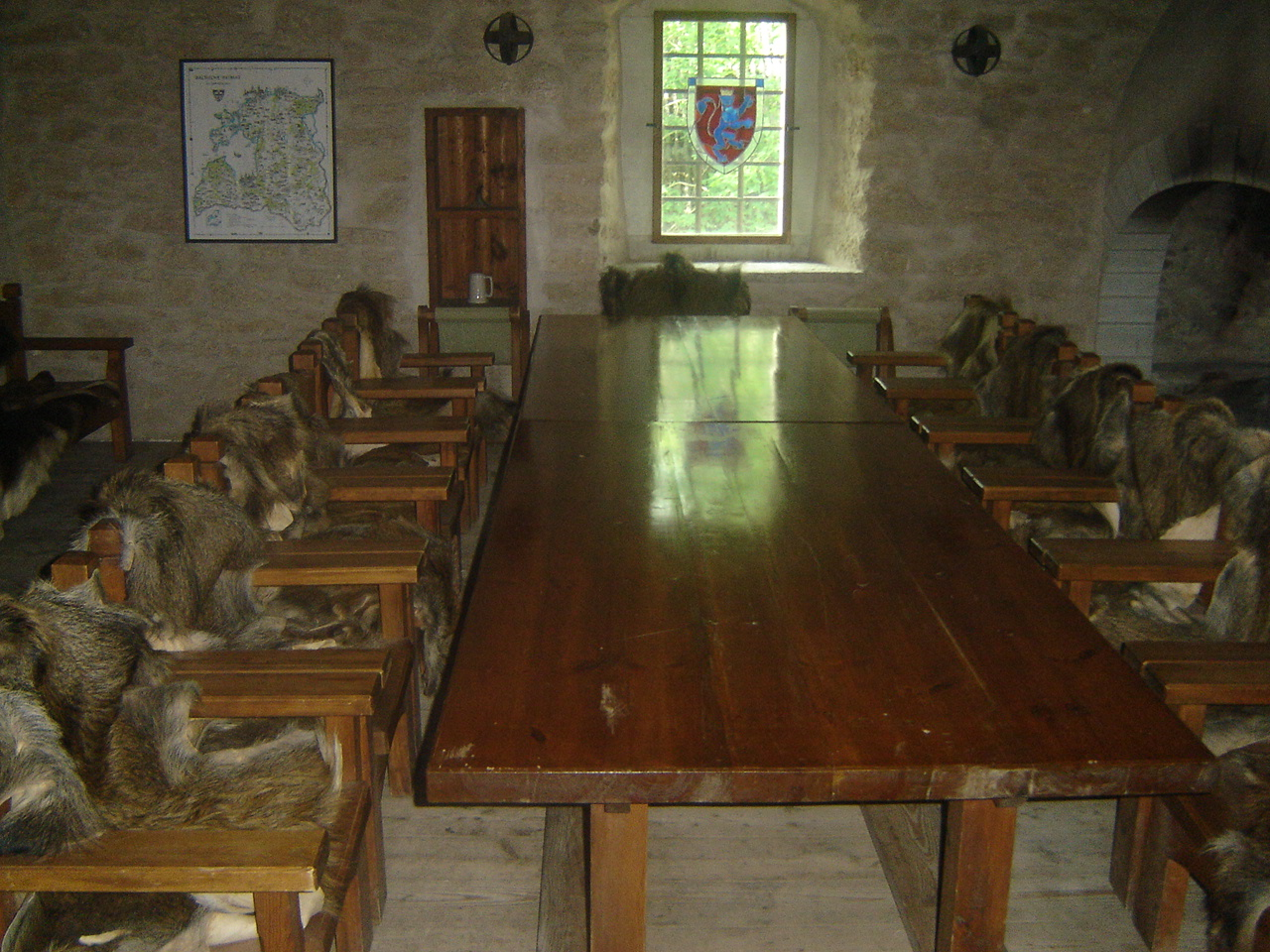
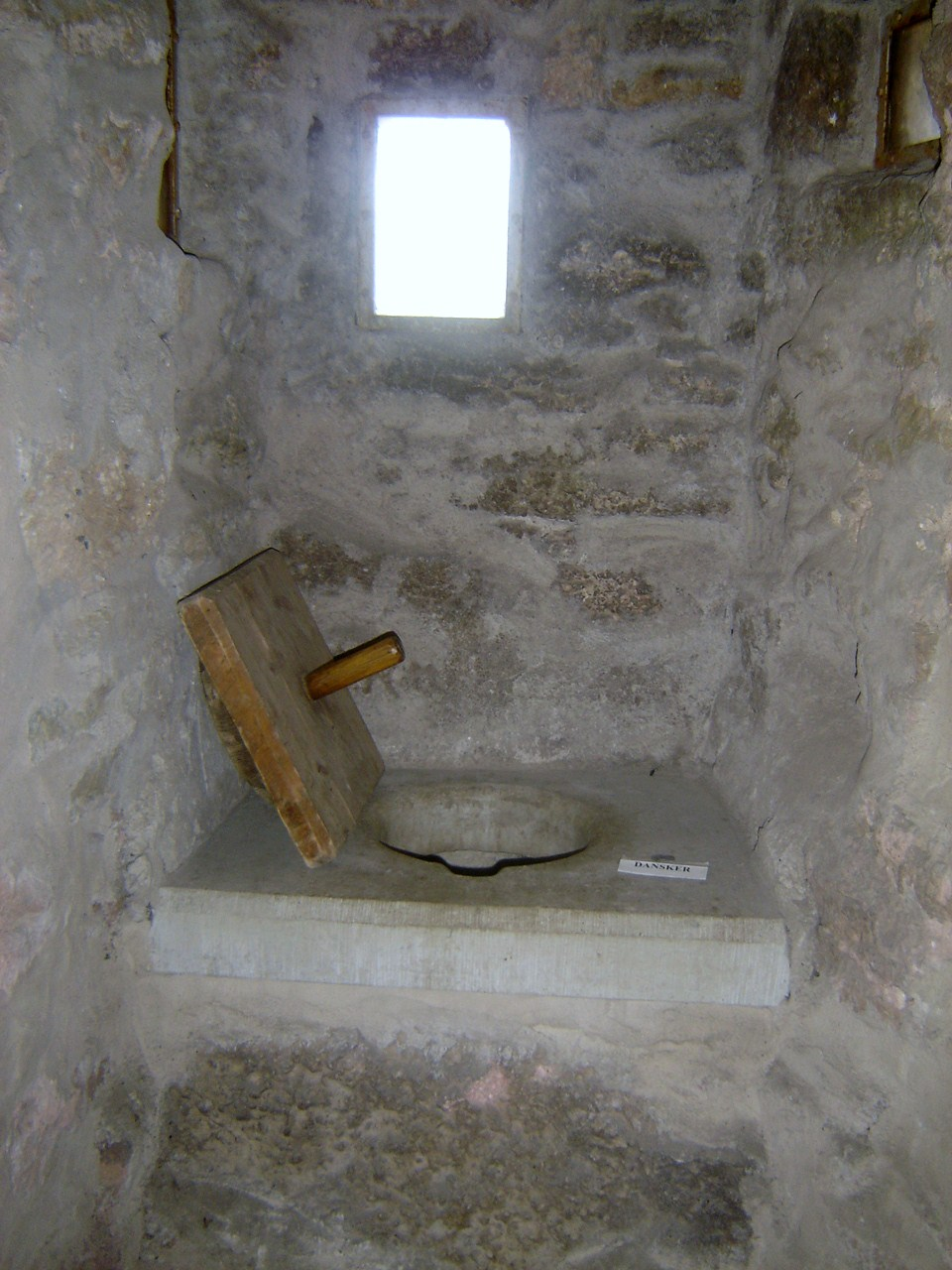
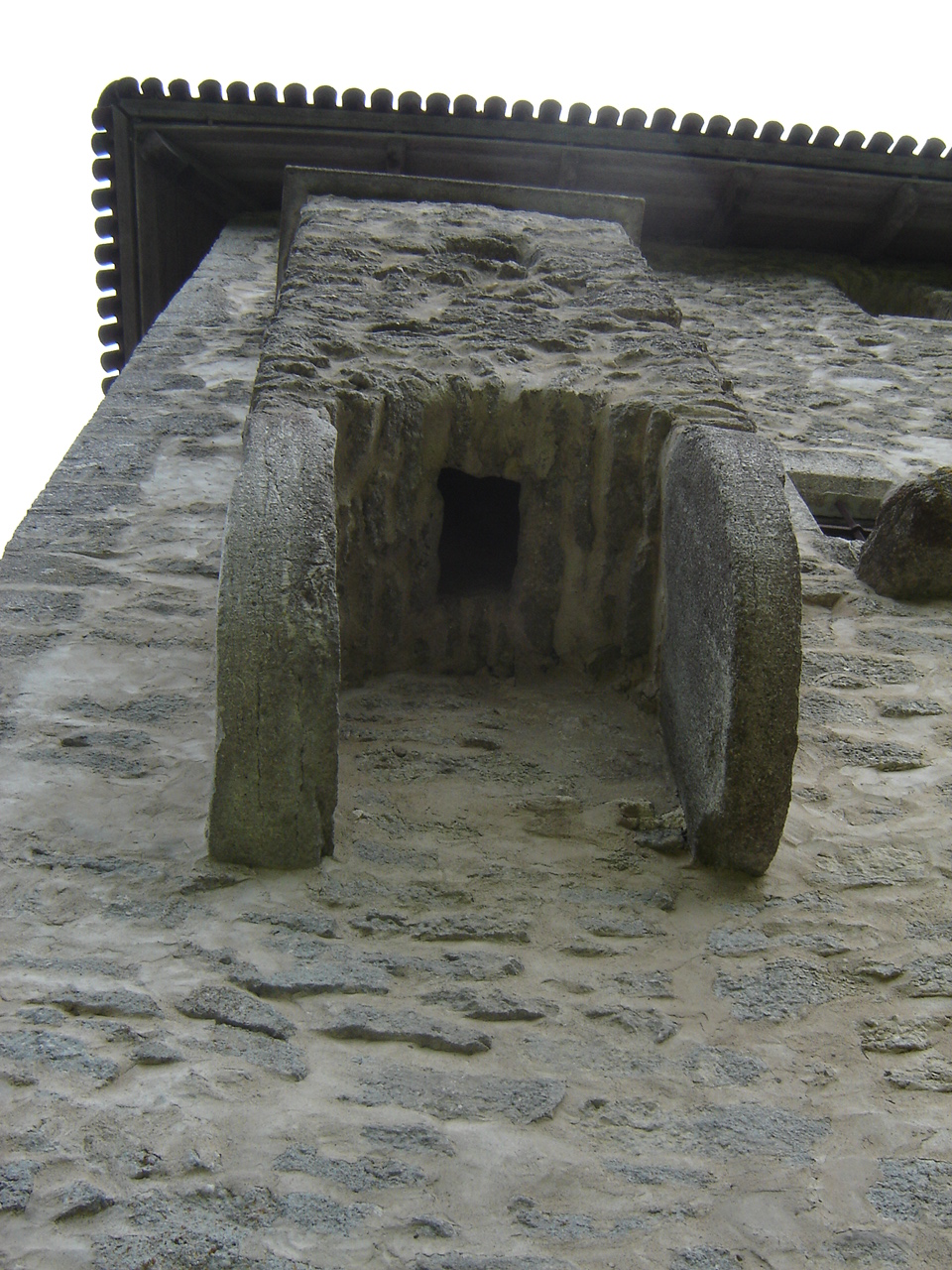
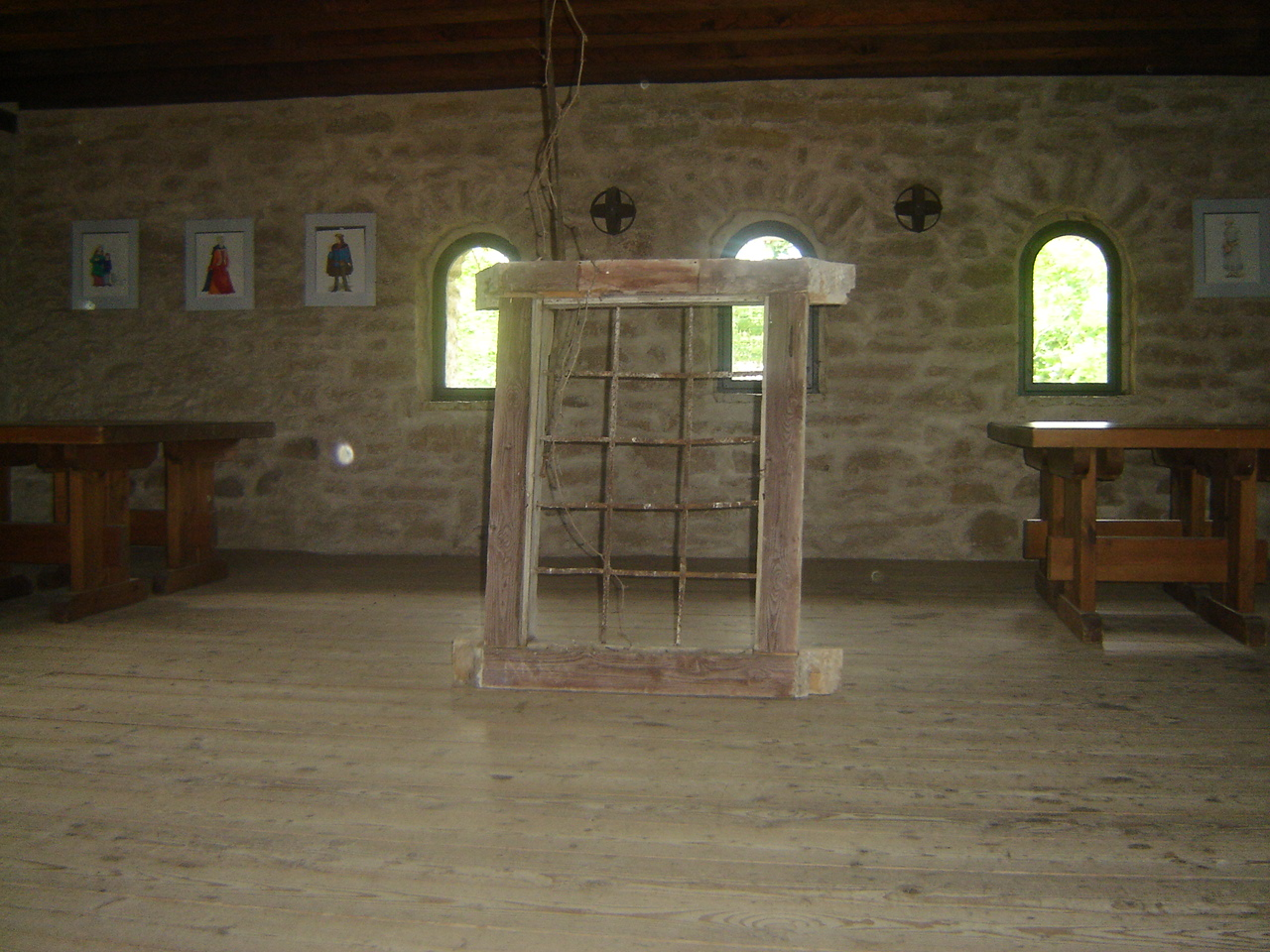
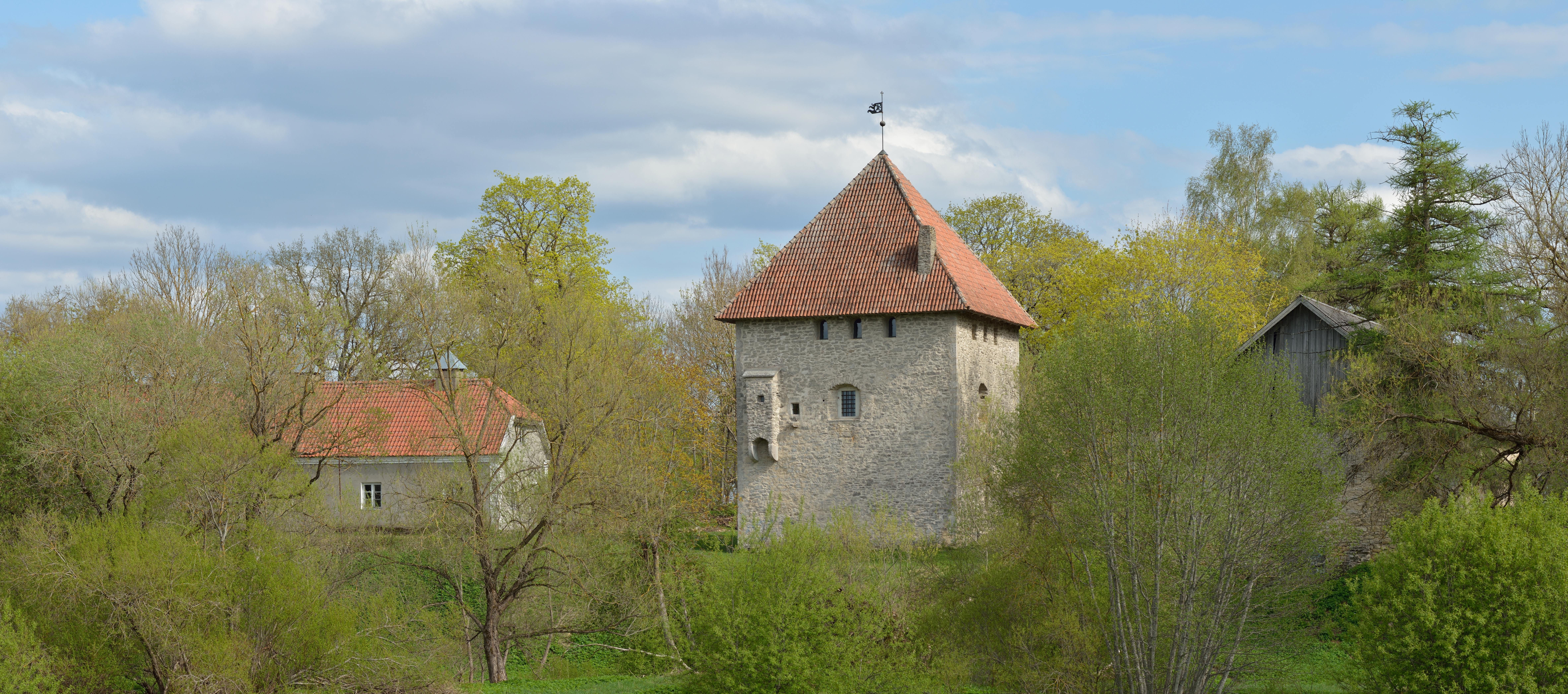